# 宇根京子
宇根 京子（うね きょうこ、2月19日 - ）は、ヴァイオリン奏者。広島県福山市出身。

## 経歴
3歳からヴァイオリンを始める。桐朋女子高等学校音楽科を経て、桐朋学園大学卒業。同大学研究科を修了後、2002年、スイス政府給費留学生として国立チューリヒヴィンタートゥーア音楽大学ソリストディプロマコースに入学。2004年、同音楽大学を卒業。 これまでに天野克子、中村静香、小林健次、ジョルジュ・パウクにヴァイオリンを、店村眞積、毛利伯朗、原田幸一郎、原田禎夫、カルミナクァルテット等に室内楽演奏について師事した。
ソリスト、室内楽などの演奏活動とともに、2006年4月、NHK交響楽団に入団してオーケストラ団員としての活動も開始した。
2010年、ストリングカルテット響としてファースト・アルバムをリリースした。
洗足学園音楽大学教員

## 受賞歴
- 2002年：パガニーニ国際コンクール第6位。